# Naddo Ceccarelli
Pour les articles homonymes, voir Ceccarelli.
Naddo Ceccarelli est un peintre italien de l'école siennoise, qui fut actif entre les années 1320 et 1360.

## Biographie

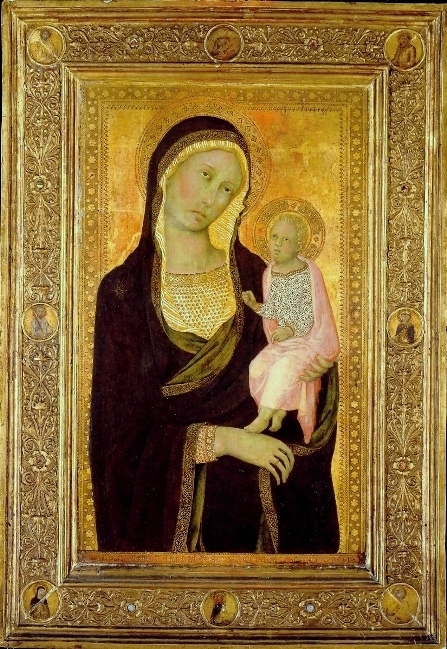
Vierge à l'Enfant, 1347, ancienne collection Cook.

Aucun document ne permet de renseigner la vie de l'artiste, n'apparaissant dans aucune source de l'histoire de l'art siennois. Il n'est connu que par deux tableaux signés de sa main (Vierge à l'Enfant de l'ancienne collection Cook et l'Ecce Homo du musée Liechtenstein) et d'autres œuvres attribuées sur des critères stylistiques. D'après ses œuvres, il semble avoir été un disciple de Simone Martini, ou un suiveur tardif. Sa Vierge à l'Enfant est datée de 1347 selon son inscription mais sa carrière pourrait avoir commencé dès les années 1320-1330.
Il a été évoqué l'hypothèse qu'il pourrait avoir, à la suite de son maître, effectué un séjour à Avignon  dans les années 1350. Il pourrait y avoir réalisé certaines œuvres dont le Ecce Homo. La présence d'un certain Petrus Ciccarelli de Senis, auteur d'un retable pour l'église des Carmes de la ville à la même période et peut-être de la même famille semble confirmer cette hypothèse. Cependant, elle ne fait pas l'unanimité.
Son style semble encore marquant à Sienne à la fin du Trecento dans les œuvres de Andrea Vanni ou de Paolo di Giovanni Fei.

## Œuvres

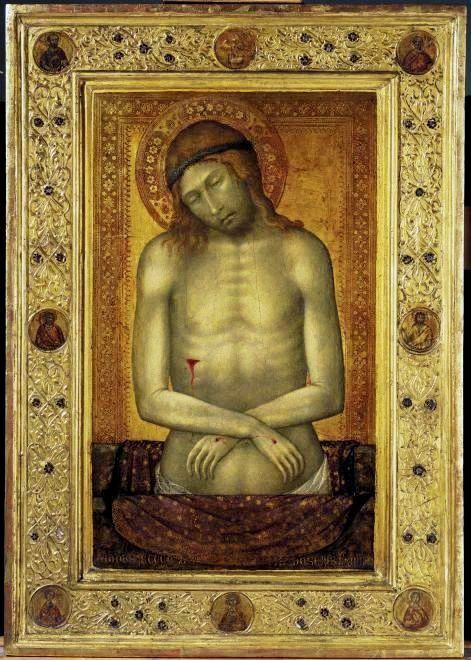
Ecce Homo, musée Liechtenstein, Vienne

Deux tableaux sont signés de lui et plusieurs autres lui sont attribués. Il est un des suiveurs directs de Simone Martini, proche d'Ambrogio Lorenzetti, dans le sillage de Lippo Memmi.
- Vierge à l'Enfant, 1347, ancienne collection Cook, collection particulière (vendue entre 600 000 et 800 000 livres sterling le 8 décembre 2005 chez Christies à Londres)[4]
- Le Christ en homme de pitié ou Ecce Homo, 1347, musée Liechtenstein, Vienne[5]
- Vierge à l'Enfant et quatre saints, polyptyque, Pinacothèque nationale de Sienne
- L’Annonciation[6] et L’Adoration des mages, 2e quart du XIVe siècle, musée des beaux-arts de Tours[2]
- Tabernacle reliquaire à la Vierge à l'Enfant, vers 1350, Walters Art Museum, Baltimore[7]
- La Crucifixion, vers 1350-1359, Walters Art Museum[8]
- La Crucifixion, milieu du XIVe siècle, Fitzwilliam Museum, Cambridge[9]
- Le Christ crucifié avec la Vierge et saint Jean l'évangéliste, Museum of Fine Art, Boston[10]
- Vierge à l'Enfant et quatre saints, Chrysler Museum of Art, Norfolk (Virginie)[11]